# Staustufe Zeltingen

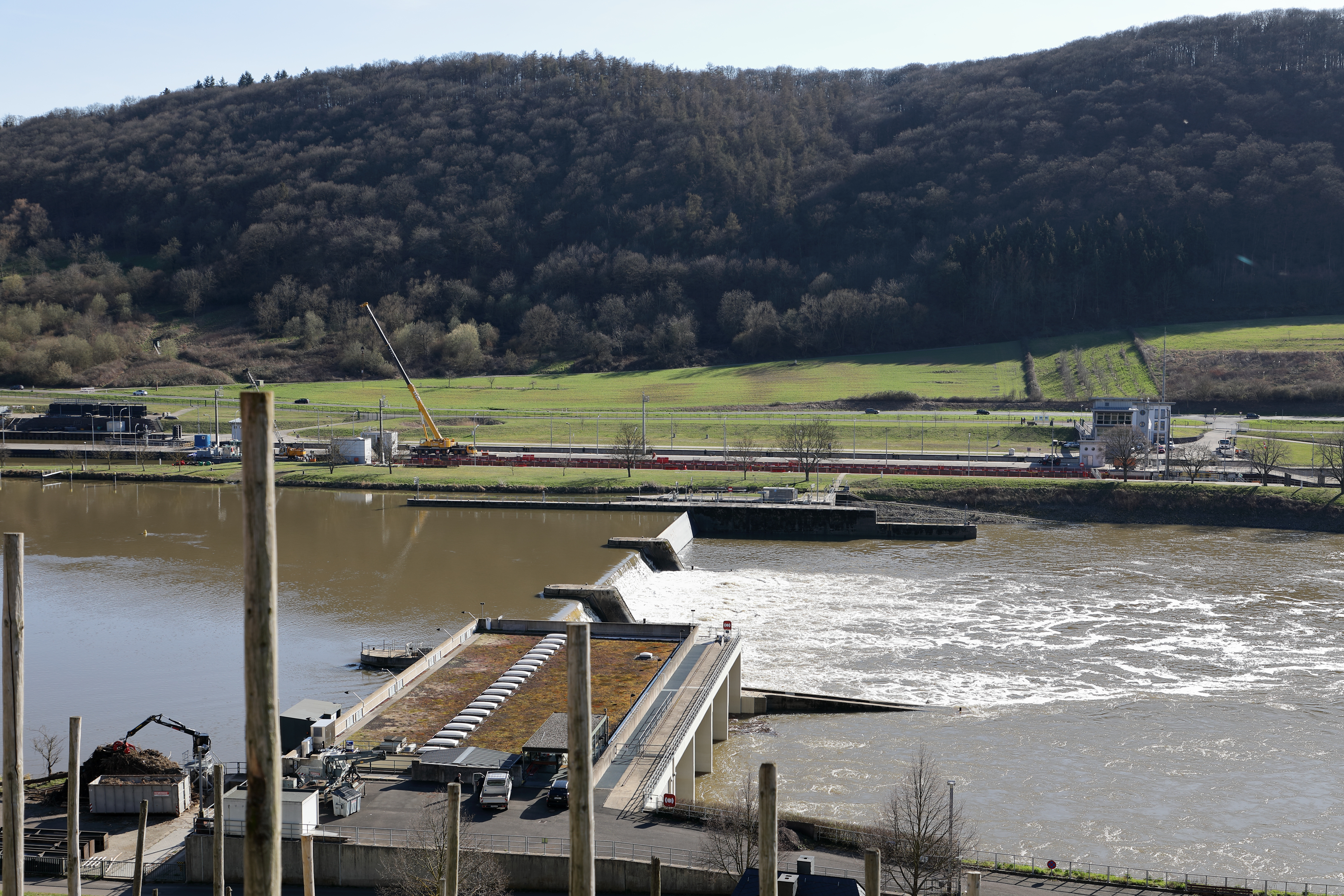
Staustufe Zeltingen

Die Staustufe Zeltingen an der Mosel bei Zeltingen-Rachtig und Wehlen (Bernkastel-Kues) im Landkreis Bernkastel-Wittlich in Rheinland-Pfalz ist die erste Staustufe an der Mosel mit zwei Schiffs-Schleusen. Sie liegt zwischen den Staustufen Wintrich und Enkirch und steht unter der Verwaltung des Wasserstraßen- und Schifffahrtsamtes Mosel-Saar-Lahn.
Die Staustufe wurde 1964 im Rahmen der Moselkanalisierung erbaut, liegt am Mosel-km 123,84 und hat eine Haltungslänge von 17,64 km.
Das Stauziel über NHN liegt bei 106,5 Meter und die Fallhöhe beträgt 6 Meter.
Die erste Schleuse hat die Ausmaße 170 mal 12 Meter, die zweite 210 mal 12,50 Meter. Die Bootsschleuse misst 18 mal 3,3 Meter.
Das angeschlossene Laufwasserkraftwerk Zeltingen von 1964 hat eine Leistung von 13,6 Megawatt, es wird betrieben von der RWE Generation Hydro.